# Felix von Oppen
Felix von Oppen (* 16. Dezember 1966 in Berlin) ist Professor für Theoretische Physik an der Freien Universität Berlin (FU) und leitet die Arbeitsgruppe „Theory of Quantum Transport“ am Dahlem Center for Complex Quantum Systems.

## Leben und Werk
Felix von Oppen wuchs als Sohn von Sybille und Prof. Dr. Gebhard von Oppen in Berlin auf. Er promovierte 1993 an der University of Washington in Seattle mit einer Doktorarbeit über das Thema Mesoscopic Persistent Currents. Von 1993 bis 1998 hatte er eine Postdoktorandenstelle am Max-Planck-Institut für Kernphysik (MPIK) in Heidelberg inne. Während seiner Postdoc-Zeit verbrachte er von 1995 bis 1997, gefördert durch ein Amos-de-Shalit-Minerva-Stipendium, einen zweijährigen Forschungsaufenthalt am Weizmann Institute of Science in Israel. 1998 habilitierte er sich an der Universität Heidelberg mit dem Thema „Chaos and Interactions in Mesoscopic Systems“. Um die Jahrtausendwende arbeitete von Oppen fast zwei Jahre als Oberassistent am Institut für Theoretische Physik an der Universität zu Köln und gehörte dort zur Arbeitsgruppe von Martin R. Zirnbauer. Im Oktober 2000 wurde er als Nachfolger von Karl-Heinz Bennemann an die FU in Berlin berufen, wo er eine C4-Professur im Fach „Theoretische Festkörperphysik“ antrat. Forschungsschwerpunkt seiner Arbeit war und ist die Theorie von Quantenphänomenen in mesoskopischen Systemen,  insbesondere topologisch einfacher Nanostrukturen. Ein besonderes Interesse gilt der Physik von Majorana-Fermionen und ihrer potentiellen Verwendung in Quantencomputern.

## Schriften
- F. von Oppen, B.I. Halperin, A. Stern Striped quantum Hall phases, Advances in Quantum-Many-Body Theory, Vol. 3, edited by R.F. Bishop, N.R. Walet, Y. Xian (World Scientific, 2000)
- F. von Oppen, J. Koch Novel quantum transport effects in single-molecule transistors, Advances in Solid State Physics 46 (Springer-Verlag, Berlin, 2006), Online
- J. Alicea, Y. Oreg, G. Refael, F. Oppen, M. Fisher Non-Abelian statistics and topological quantum information processing in 1D wire networks, Nature Physics 7, 412 (2011), Online
- F. Oppen, Yang Peng, F. Pientka Topological superconducting phases in one dimension, Topological Aspects of Condensed Matter Physics, 387–450 (2017), Online
- D. Litinski, F. von Oppen Quantum Computing with Majorana Fermion Codes, Phys. Rev. B 97, 205404 (2018), Online
- F. von Oppen, K. J. Franke Yu-Shiba-Rusinov states in real metals, Phys. Rev. B 103, 205424 (2021), Online